# Слънчогледи
„Слънчогледи“ (на италиански: I girasoli) е италиански драматичен филм, излязъл по екраните през 1970 година, режисиран от Виторио Де Сика с участието на Марчело Мастрояни и София Лорен.

## Сюжет
По време на Втората световна война италианката Джована среща войника Антонио, който трябва да бъде изпратен на фронта в Африка. Възникват романтични отношения между двамата и те се женят. Въпреки това след кратка почивка Антонио не отива в Африка, а е изпратен на Източния фронт, където изчезва. Джована не може да забрави любимия си съпруг и много години след края на войната отива в Съветския съюз, за да го търси. Оказва се, че Антонио е жив, но има руска жена.

## В ролите
| Актьор            | Роля               |
| ----------------- | ------------------ |
| София Лорен       | Джована            |
| Марчело Мастрояни | Антонио            |
| Людмила Савелиева | Маша               |
| Ана Карена        | Майката на Антонио |

## Награди и номинации
- „Давид на Донатело“ за най-добра актриса - София Лорен.